# Sistema estelar hipercompacto
Un sistema estelar hipercompacto (HCSS) es un denso cúmulo de estrellas alrededor de un agujero negro supermasivo que ha sido expulsado del centro de su galaxia anfitriona. Las estrellas que están cerca del agujero negro en el momento de la expulsión permanecerán unidas al agujero negro después de que este abandone la galaxia, formando el HCSS.
El término "hipercompacto" se refiere al hecho de que los HCSS tienen un tamaño reducido en comparación con los cúmulos estelares ordinarios de luminosidad similar. Esto se debe a que la fuerza gravitatoria del agujero negro supermasivo mantiene a las estrellas moviéndose en órbitas muy cerradas alrededor del centro del cúmulo.
La fuente luminosa de rayos-X SDSS 1113, cerca de la galaxia Markarian 177, sería la primera candidata a ser un HCSS. El hallazgo de un HCSS confirmaría la teoría del retroceso de las ondas gravitacionales y demostraría que los agujeros negros supermasivos pueden existir fuera de las galaxias.

## Propiedades
Los astrónomos creen que los agujeros negros supermasivos (SMBH) pueden ser expulsados del centro de las galaxias por el retroceso de las ondas gravitacionales. Esto ocurre cuando dos SMBH en un sistema binario se fusionan, tras perder energía en forma de ondas gravitacionales. Dado que las ondas gravitacionales no se emiten de forma isotrópica, los agujeros negros que se fusionan reciben cierto impulso y sienten un retroceso o "patada" en el momento de la fusión. Las simulaciones por ordenador sugieren que la "patada" puede ser tan grande como {\displaystyle 10^{5}km/s}, que supera la velocidad de escape de los centros de las galaxias más masivas.
Las estrellas que están orbitando alrededor del SMBH en el momento de la "patada" serán arrastradas junto con el SMBH, siempre que su velocidad orbital supere la velocidad de la "patada" Vk. Esto es lo que determina el tamaño del HCSS: su radio es aproximadamente el radio de la órbita que tiene la misma velocidad alrededor del SMBH que la velocidad de la "patada", o
{\displaystyle R={\frac {GM}{V_{k}^{2}}}}
donde M es la masa del SMBH y G la constante gravitacional. El tamaño R resulta ser de aproximadamente medio pársec (pc) (dos años luz) para una "patada" de 1000 km/s y una masa del SMBH de 100 millones de masas solares. Los mayores HCSS tendrían un tamaño de unos 20 pc, más o menos lo mismo que un gran cúmulo globular, y los más pequeños tendrían una milésima de parsec, más pequeños que cualquier cúmulo estelar conocido.
El número de estrellas que permanecen unidas al SMBH después de la "patada" depende tanto de Vk como de la densidad con la que las estrellas se agrupaban alrededor del SMBH antes de la "patada". Varios argumentos sugieren que la masa estelar total sería aproximadamente el 0,1% de la masa del SMBH o menos. Las mayores HCSS tendrían quizás unas cuantas millones de estrellas, lo que las haría comparables en luminosidad a un cúmulo globular o a una galaxia enana ultracompacta.
Además de ser muy compacto, la principal diferencia entre un HCSS y un cúmulo estelar ordinario es la masa mucho mayor del HCSS, debida al SMBH en su centro. El SMBH en sí mismo es oscuro e indetectable, pero su gravedad hace que las estrellas se muevan a velocidades mucho mayores que en un cúmulo estelar ordinario. Los cúmulos estelares normales tienen velocidades internas de unos pocos kilómetros por segundo, mientras que en un HCSS, esencialmente todas las estrellas se mueven más rápido que Vk, es decir, a cientos o miles de kilómetros por segundo.
Si la velocidad de la patada es menor que la velocidad de escape de la galaxia, el SMBH volverá a caer hacia el núcleo de la galaxia, oscilando muchas veces a través de la galaxia antes de llegar finalmente a "descansar". En este caso, el HCSS solo existiría como un objeto distinto durante un tiempo relativamente corto, del orden de cientos de millones de años, antes de desaparecer de nuevo en el núcleo de la galaxia. Durante este tiempo, el HCSS sería difícil de detectar, ya que estaría superpuesto a la galaxia o detrás de ella.
Incluso si un HCSS se escapa de su galaxia anfitriona, permanecerá ligado al grupo o cúmulo que contiene la galaxia, ya que la velocidad de escape de un cúmulo de galaxias es mucho mayor que la de una sola galaxia. Cuando sea observado, el HCSS se moverá más lentamente que Vk, ya que habrá salido a través del pozo de potencial gravitatorio de la galaxia y/o del cúmulo.
Las estrellas de un HCSS serían similares a los tipos de estrellas que se observan en los núcleos galácticos. Esto haría que las estrellas de un HCSS fueran más ricas en metales y más jóvenes que las de un cúmulo globular típico.

## Búsqueda
Dado que el agujero negro en el centro del HCSS es esencialmente invisible, un HCSS tendría un aspecto muy similar al de un débil cúmulo de estrellas. Para determinar que un cúmulo estelar observado es un HCSS es necesario medir las velocidades orbitales de las estrellas del cúmulo a través de su efecto Doppler y verificar que se mueven mucho más rápido de lo esperado para las estrellas de un cúmulo estelar ordinario. Se trata de una observación difícil de realizar porque un HCSS sería relativamente débil y requeriría muchas horas de exposición incluso en un telescopio de 10 metros.
Los lugares más prometedores para buscar HCSS-s son los cúmulos de galaxias, por dos razones: en primer lugar, la mayoría de las galaxias de un cúmulo de galaxias son galaxias elípticas que se cree que se han formado mediante fusiones. Una fusión de galaxias es un prerrequisito para formar un SMBH binario, que es un prerrequisito para una "patada". En segundo lugar, la velocidad de escape de un cúmulo de galaxias es lo suficientemente grande como para que un SMBH quede retenido aunque se escape de su galaxia anfitriona.
Se estima que los cúmulos de galaxias Fornax y Virgo cercanos pueden contener cientos o miles de HCSS-s. Estos cúmulos de galaxias han sido estudiados en busca de galaxias compactas y cúmulos estelares. Es posible que algunos de los objetos recogidos en estos sondeos fueran HCSS que se identificaron erróneamente como cúmulos estelares ordinarios. Se sabe que algunos de los objetos compactos de los sondeos tienen velocidades internas bastante elevadas, pero ninguno parece ser lo suficientemente masivo como para calificarse como HCSS.
Otro lugar probable para encontrar un HCSS sería cerca del lugar de una fusión de galaxias reciente.
De vez en cuando, el agujero negro del centro de un SMBH perturba una estrella que pasa demasiado cerca, produciendo una llamarada muy luminosa. Se han observado algunas llamaradas de este tipo en los centros de las galaxias, presumiblemente causadas por una estrella que se acerca demasiado al SMBH en el núcleo de la galaxia. Se ha calculado que un SMBH en retroceso alterará alrededor de una docena de estrellas durante el tiempo que tarda en escapar de su galaxia. Dado que la vida de una llamarada es de unos pocos meses, las posibilidades de ver un evento de este tipo son escasas, a menos que se estudie un gran volumen de espacio. Una estrella en un HCSS también podría explotar como una supernova de tipo I (enana blanca).

## Importancia
El descubrimiento de un SSCH sería importante por varias razones.
- Constituiría una prueba de que los agujeros negros supermasivos pueden existir fuera de las galaxias.
- Verificaría las simulaciones por ordenador que predicen retrocesos de ondas gravitacionales de miles de kilómetros por segundo.
- La existencia de los HCSS implicaría que algunas galaxias no tienen agujeros negros supermasivos en sus centros. Esto tendría importantes consecuencias para las teorías que relacionan el crecimiento de las galaxias con el de los agujeros negros supermasivos, y para las correlaciones empíricas entre la masa de los SMBH y las propiedades de las galaxias.
- Si se descubrieran muchos HCSS, sería posible reconstruir la distribución de las velocidades de pateo, que contiene información sobre la historia de la fusión de las galaxias, las masas y los giros de los agujeros negros binarios, etc.